# Panamerikanska spelen 2019
Panamerikanska spelen 2019 anordnades mellan den 26 juli och 11 augusti 2019 i Lima i Peru.
Beslutet att utse Lima till värdstad togs av den panamerikanska sportorganisationen den 11 oktober 2013. Andra orter som ansökte om att få arrangera var den chilenska huvudstaden Santiago de Chile, La Punta i Argentina samt Ciudad Bolívar i Venezuela.

## Sporter
Det tävlades i 419 grenar i 39 sporter vid panamerikanska spelen 2019. Bodybuilding och surfing var med på programmet för första gången och baskisk pelota var tillbaka. De av de fem nya olympiska sporterna som inte redan var inkluderade var skateboard som skulle hållas som en del av rullskridskosporten och sportklättring som inte arrangerades då de 21 nationella förbund bland PASO-medlemmarna som krävs för att en sport ska kunna vara med saknades. Skateboardtävlingarna ströks i maj 2019 från programmet då Panam Sports ansåg att tävlingarna skulle hålla för låg kvalitet då World Skate inte givit dem status som OS-kvaltävlingar samt låtit samarbetspartnern Street League Skateboarding arrangera en tävling i Los Angeles samtidigt.
Siffror inom parenteser avser antalet tävlingar i respektive sport.
- Badminton (5)
- Baseboll (1)
- Basket (4)
- Baskisk pelota (10)
- Bodybuilding (2)
- Bordtennis (7)
- Bowling (4)
- Boxning (15)
- Brottning (18)
- Bågskytte (8)
- Cykling (22)
- Friidrott (48)
- Fotboll (2)
- Fäktning (12)
- Golf (3)
- Gymnastik (24)
- Handboll (2)
- Judo (14)
- Kanotsport (18)
- Karate (14)
- Landhockey (2)
- Modern femkamp (5)
- Racquetball (6)
- Ridsport (6)
- Rodd (14)
- Rullskridskosport (8)
- Segling (11)
- Sjumannarugby (2)
- Skytte (15)
- Softboll (2)
- Squash (7)
- Surfing (8)
- Taekwondo (12)
- Tennis (5)
- Triathlon (3)
- Tyngdlyftning (14)
- Vattenskidåkning (10)
- Vattensport
  -  Konstsim (2)
  -  Simhopp (10)
  -  Simning (36)
  -  Vattenpolo (2)
- Volleyboll (4)
  -  Strandvolleyboll (2)
  -  Volleyboll (2)

## Deltagande
Samtliga 41 medlemmar i Panam Sports (Panamerikanska Sportorganisationen) deltog i spelen.
- Amerikanska Jungfruöarna
- Antigua och Barbuda
- Argentina
- Aruba
- Bahamas
- Barbados
- Belize
- Bermuda
- Bolivia
- Brasilien
- Brittiska Jungfruöarna
- Caymanöarna
- Chile
- Colombia
- Costa Rica
- Dominica
- Dominikanska republiken
- Ecuador
- El Salvador
- Grenada
- Guatemala
- Guyana
- Haiti
- Honduras
- Jamaica
- Kanada
- Kuba
- Mexiko
- Nicaragua
- Panama
- Paraguay
- Peru
- Puerto Rico
- Saint Kitts och Nevis
- Saint Lucia
- Saint Vincent och Grenadinerna
- Surinam
- Trinidad och Tobago
- Uruguay
- USA
- Venezuela

## Medaljfördelning
*   Värdnation
| Pl.    | Nation                  | Guld | Silver | Brons | Totalt |
| ------ | ----------------------- | ---- | ------ | ----- | ------ |
| 1      | USA                     | 120  | 88     | 85    | 293    |
| 2      | Brasilien               | 55   | 45     | 71    | 171    |
| 3      | Mexiko                  | 37   | 36     | 63    | 136    |
| 4      | Kanada                  | 35   | 64     | 53    | 152    |
| 5      | Kuba                    | 33   | 27     | 38    | 98     |
| 6      | Argentina               | 32   | 35     | 34    | 101    |
| 7      | Colombia                | 28   | 23     | 33    | 84     |
| 8      | Chile                   | 13   | 19     | 18    | 50     |
| 9      | Peru*                   | 11   | 7      | 21    | 39     |
| 10     | Dominikanska republiken | 10   | 13     | 17    | 40     |
| 11     | Ecuador                 | 10   | 7      | 14    | 31     |
| 12     | Venezuela               | 9    | 15     | 19    | 43     |
| 13     | Jamaica                 | 6    | 6      | 7     | 19     |
| 14     | Puerto Rico             | 5    | 5      | 14    | 24     |
| 15     | El Salvador             | 3    | 0      | 1     | 4      |
| 16     | Guatemala               | 2    | 9      | 8     | 19     |
| 17     | Trinidad och Tobago     | 2    | 8      | 3     | 13     |
| 18     | Uruguay                 | 1    | 4      | 4     | 9      |
| 19     | Paraguay                | 1    | 3      | 1     | 5      |
| 20     | Bolivia                 | 1    | 2      | 2     | 5      |
| 21     | Grenada                 | 1    | 1      | 0     | 2      |
| 22     | Costa Rica              | 1    | 0      | 4     | 5      |
| 23     | Saint Lucia             | 1    | 0      | 1     | 2      |
| 24     | Barbados                | 1    | 0      | 0     | 1      |
| 24     | Brittiska Jungfruöarna  | 1    | 0      | 0     | 1      |
| 26     | Antigua och Barbuda     | 0    | 1      | 2     | 3      |
| 27     | Honduras                | 0    | 1      | 1     | 2      |
| 28     | Panama                  | 0    | 0      | 4     | 4      |
| 29     | Nicaragua               | 0    | 0      | 3     | 3      |
| 30     | Aruba                   | 0    | 0      | 1     | 1      |
| 30     | Bahamas                 | 0    | 0      | 1     | 1      |
| Totalt | Totalt                  | 419  | 419    | 523   | 1361   |